# Комишне (Леб'яжівський округ)
Коми́шне (рос. Камышное) — село у складі Леб'яжівського округу Курганської області, Росія.
Населення — 407 осіб (2010, 414 у 2002).